# Mistrzostwa Ameryki Południowej w Piłce Siatkowej Kobiet 1967
VII Mistrzostwa Ameryki Południowej w piłce siatkowej kobiet odbyły się w 1967 roku w Santos w Brazylii. W mistrzostwach wystartowało 5 reprezentacji. Mistrzem została po raz drugi reprezentacja Peru.

## Klasyfikacja końcowa
| Miejsce | Reprezentacja |
| ------- | ------------- |
|         | Peru          |
|         | Brazylia      |
|         | Paragwaj      |
| 4.      | Urugwaj       |
| 5.      | Chile         |